# Ідзумі (Осака)
Ідзу́мі (яп. 和泉市, いずみし, МФА: [id͡zumʲi ɕi̥]?) — місто в Японії, в префектурі Осака.     Отримало статус міста 1956 року. Площа становить 84,98 км². Станом на 1 липня 2012 року населення складало 185 569  осіб, густота населення — 2180 осіб/км².     

## Демографія
За даними перепису населення Японії, населення Ідзумі зростало великими темпами до 2000 року після чого стабілізувалося. Станом на 10 жовтня 2020 року населення складало 184 495 осіб, густота населення — 2171 осіб/км².

## Історія
Ідзумі отримало статус міста 1 вересня 1956 року.